# Чемпіонат Сан-Томе і Принсіпі з футболу
Чемпіонат Сан-Томе і Принсіпі з футболу або Campeonato Santomense de Futebol — чемпіонат з футболу, який було створено в 1977 році в Сан-Томе і Принсіпі. 

## Історія
Острови Сан-Томе і Принсіпі з моменту їх відкриття та колонізації португальцями з 1471 року до здобуття незалежності в 1975 році були португальською колонією. Футбол в Сан-Томе і Принсіпі, таким чином, як раніше вказувалося на його походження та зв'язок з Португалією, це проявилося у створенні галузевих асоціацій португальських клубів на території островів, в першу чергу лісабонського Спортінгу.
Футбольна організація «Сантомійская федерація футболу» (ФСФ) була заснована в 1975 році, після здобуття незалежності від Португалії. З 1977 року вона організовує національний чемпіонат, Чемпіонат Сан-Томе і Принсіпі з футболу.

## Формат чемпіонату
ФСФ також проводить чемпіонат найбільшого острову Сан-Томе — острівного чемпіонату (Liga Insular de São Tomé, тобто Чемпіонат острова Сан-Томе). Там змагаються десять (до 2012 року: дванадцять) клубів за перемогу в чемпіонаті. Два клуби, які посіли останні місця в чемпіонаті острову вибувають до однорівневої другої ліги — Segunda Divisão de São Tomé. Переможець чемпіонату острова отримує право на фінальний поєдинок за звання чемпіона країни.
На меншому острові Принсіпі ФСФ також проводить змагання у вищому дивізіоні чемпіонату острова, Liga Insular de Príncipe (фактично - Прем'єр-ліга острову). В цьому чемпіонаті виступає шість команд (зустрічаються одна з одною по два рази, вдома та на виїзді). Клуб, який посів останнє місце в чемпіонаті вилітає до другого дивізіону чемпіонату острова, Segunda Divisão. Чемпіон «Liga Insular de Príncipe» отримує право у фінальному поєдинку поборотися за звання чемпіона країни.
В останньому турі Національного Чемпіоншипу Сан-Томе і Принсіпі з футболу, чемпіони двох островів протягом двох матчів виявляють сильнішого. Переможця визначають за сумою двох матчів.
В окремі роки чемпіонат припинявся у зв'язку з нестабільною політичною ситуацією в країні або тяжким фінансовим становищем у Федерації. На сьогодні чемпіонство діставалос 22 рази командам з острову Сан-Томе, а сім титулів здобував острів Принсіпі.

## Найуспішніші клуби
Рекордсменом за кількістю здобутих чемпіонств (7) є Спортінг (Прая Круж), далі йде Віторія (Рібокуе), яка 5 разів перемагала в чемпіонаті, та Дешпортіву (Операріу), який виграв 4 чемпіонати (станом на 2014 рік). УДРА вперше перемогли в національному чемпіонаті 2014 року.

## Переможці чемпіонату
- 1977 : Віторія (Рібокуе)
- 1978 : Віторія (Рібокуе)
- 1979 : Віторія (Рібокуе)
- 1980 : Дешпортіву (Гвадалупе)
- 1981 : Дешпортіву (Гвадалупе)
- 1982 : Спортінг (Прая Круж)
- 1983 : чемпіонат не проводився
- 1984 : Андорінья (Понта Міна)
- 1985 : Спортінг (Прая Круж)
- 1986 : Віторія (Рібокуе)
- 1987 : чемпіонат не проводився
- 1988 : 6 ді Сетембру (Прая Круж)
- 1989 : Віторія (Рібокуе)
- 1990 : Дешпортіву (Операріу)
- 1991 : Сантана
- 1992 : чемпіонат не проводився
- 1993 : Дешпортіву (Операріу)
- 1994 : Спортінг (Прая Круж)
- 1995 : ФК «Інтер» (Бум-Бум)
- 1996 : Кайшау Гранде
- 1997 : чемпіонат не проводився
- 1998 : Дешпортіву (Операріу)
- 1999 : Спортінг (Прая Круж)
- 2000 : ФК «Інтер» (Бум-Бум)
- 2001 : Байрруш Унідуш (Кайшау Гранде)
- 2002 : чемпіонат не проводився
- 2003 : ФК «Інтер» (Бум-Бум)
- 2004 : Дешпортіву (Операріу)
- 2005 : чемпіонат не проводився
- 2006 : чемпіонат не проводився
- 2007 : Спортінг (Прая Круж)
- 2008 : чемпіонат не проводився
- 2009–10 : Дешпортіву Санді
- 2011 : Спортінг (Принсіпі)
- 2012 : Спортінг (Принсіпі)
- 2013 : Спортінг (Прая Круж)
- 2014 : УДРА
- 2015 : Спортінг (Прая Круж)

### Таблиця чемпіонств (по клубам)
| Клуб                   | К-ть перемог | Переможні роки                           |
| ---------------------- | ------------ | ---------------------------------------- |
| Спортінг (Прая Круж)   | 7            | 1982, 1985, 1994, 1999, 2007, 2013, 2015 |
| Віторія (Рібокуе)      | 5            | 1977, 1978, 1979, 1986, 1989             |
| Дешпортіву (Операріу)  | 4            | 1990, 1993, 1998, 2004                   |
| Інтер (Бум-Бум)        | 3            | 1995, 2000, 2003                         |
| Байрруш Унідуш1        | 2            | 1996, 2001                               |
| Дешпортіву (Гвадалупе) | 2            | 1980, 1981                               |
| Спортінг (Принсіпі)    | 2            | 2011, 2012                               |
| 6 ді Сетембру (Прая)   | 1            | 1988                                     |
| Андорінья              | 1            | 1984                                     |
| Сантана                | 1            | 1991                                     |
| Дешпортіву Санді       | 1            | 2009–10                                  |
| УДРА                   | 1            | 2014                                     |

- 1також відомий під назвою «Кайшау Гранді»

### Таблиця чемпіонств (по островах)
| Острів   | К-ть перемог |
| -------- | ------------ |
| Сан-Томе | 23           |
| Принсіпі | 7            |